# Plougasnou
Plougasnou (bret. Plouganoù) – miejscowość i gmina we Francji, w regionie Bretania, w departamencie Finistère.
Według danych na rok 1999 gminę zamieszkiwały 3393 osoby, a gęstość zaludnienia wynosiła 100 osób/km² (wśród 1269 gmin Bretanii Plougasnou plasuje się na 140. miejscu pod względem liczby ludności, natomiast pod względem powierzchni na miejscu 213.).